# Gabriel Lauber

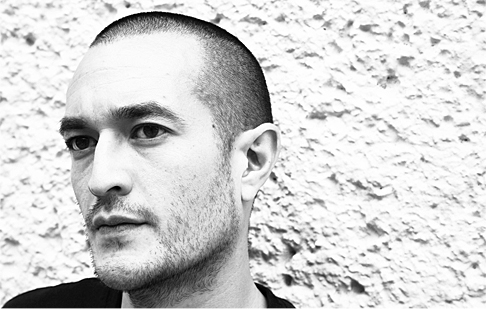

Originario de Zermatt del cantón Valais, Suiza. A muy temprana edad, fue iniciado en el free jazz por su padre, el arquitecto Peter Lauber, escuchando improvisaciones de John Coltrane, Ornette Coleman, Gato Barbieri y Albert Ayler. Durante la escuela primaria estudia piano por algunos años. En 1989 comienza a aprender batería con su primer maestro Reinhard Fürbringer hasta 1994.
De 1993 a 1997, estudia en la Musikhochschule Luzern, Abteilung Jazz (Escuela de Jazz en Lucerna) con Fabian Kuratli. Asiste a clases magistrales con Christy Doran y Peter Kowald. Posteriormente, se reubica en la ciudad de Zürich para estudiar con Pierre Favre de 1997 a 1999 quien fuese su último maestro. En el año 2000 realiza un viaje a diversas ciudades y poblaciones de México. Poco después, retorna a Zürich, tiempo en el que decide abandonar Europa y establecerse en las afueras de Tepoztlán haciendo de México su hogar a partir del año 2001.
SuckySucky BoomBoom, es el primer ensamble que conformó en el año 2003, acompañado del programador-músico alemán, Pit Noack, el bajista japonés Kei Onishi y el cantante mexicano Jhony del ensamble de gore-grind Oxidised Razor.
Julio Clavijo (Mandorla), se une a SuckySucky BoomBoom, cuando Pit Noack regresa a Alemania. El ensamble se presentó en dos ocasiones en el Masacre Fest de la Ciudad de México y en la Universidad Autónoma Metropolitana (UAM) - Xochimilco.
En diciembre de 2003, Germán Bringas y Gabriel Lauber, se conocen y comienzan a trabajar juntos. Para el año 2004, organizan un ensamble en compañía de Julio Clavijo: Zero Point. Para el siguiente año, el trío se presenta en el Café Jazzorca, Hexen Café, Festival de Jazz de Tlalpan, Museo de la Ciudad de México, Museo Anahuacalli, Multiforo Alicia, entre otros. Además de grabar dos producciones independientes editadas bajo el sello discográfico de Lauber: Dimensional Recordings. En otoño de 2005, Julio Clavijo decide incursionar en otros proyectos. Es entonces cuando el contrabajista Itzam Cano es invitado a colaborar con Zero Point. También en este año, Gabriel Lauber constituye Dimensional Recordings y Dimensional Productions, tiempo en el que conoce y colabora con Remi Álvarez en algunos ensambles. El año 2006 es decisivo para la dirección que tomaría Zero Point, pues en septiembre graban lo que sería su primer disco virtual (DL-CD Download Only Release) en Ayler Records, compañía sueca especializada en free jazz además de participar en el Japanese New Music Festival (Tatsuya Yoshida, Makoto Kawabata y Atsushi Tsuyama), organizado por Kei Onishi, la Embajada de Japón en México, Jazzorca Records y Dimensional Productions. También en el 2006, forma junto con Remi Álvarez e Itzam Cano, Antimateria. Este mismo año integra un ensamble más, Onslaught.
Actualmente forma parte de los ensambles: Álvarez - Lauber Duo, Antimateria, Bringas - Lauber Duo & Zero Point. Ha trabajado en vivo con músicos como Dennis, Stefan and Aarón González, Elliott Levin, Ernesto M. Andriano, Dave Dove, Uros Nedeljkovic, Hermann Bühler, Scott & Steven Forrey, Marcos Miranda, Martin High De Prime, Marco Eneidi, Mauricio Sotelo, Ángelo Moroni, Juan Pablo Villa, Hernan Hecht, Aarón Cruz, Carlos Alegre, entre otros.

## Ensambles
- Álvarez - Lauber Duo
- Antimateria
- Bringas - Lauber Duo
- Zero Point

## Colaboradores más frecuentes
- Remi Álvarez
- Itzam Cano
- Germán Bringas